# Municipio de Madison (Dakota del Norte)
El municipio de Madison (en inglés: Madison Township) es un municipio ubicado en el condado de Hettinger en el estado estadounidense de Dakota del Norte. En el año 2010 tenía una población de 41 habitantes y una densidad poblacional de 0,44 personas por km².

## Geografía
El municipio de Madison se encuentra ubicado en las coordenadas 46°35′13″N 102°29′14″O / 46.58694, -102.48722. Según la Oficina del Censo de los Estados Unidos, el municipio tiene una superficie total de 94.06 km², de la cual 94,05 km² corresponden a tierra firme y (0 %) 0 km² es agua.

## Demografía
Según el censo de 2010, había 41 personas residiendo en el municipio de Madison. La densidad de población era de 0,44 hab./km². De los 41 habitantes, el municipio de Madison estaba compuesto por el 95,12 % blancos, el 2,44 % eran isleños del Pacífico y el 2,44 % eran de una mezcla de razas. Del total de la población el 0 % eran hispanos o latinos de cualquier raza.